# Otto Kustermann
Otto Karl Kustermann (* 1. Januar 1878 in München, Deutsches Reich; † 25. Dezember 1971 in München, Deutschland) war ein deutscher Schauspieler bei Bühne und Film sowie ein Theaterleiter und Bühnenregisseur.

## Leben und Wirken
Kustermann erhielt seine künstlerische Ausbildung zur Jahrhundertwende in seiner Heimatstadt München bei dem Hofschauspieler Matthieu Lützenkirchen. Anschließend, zur Spielzeit 1900/1901, gab Kustermann seinen Einstand am Theater. Seine ersten beiden Bühnenstationen waren Nürnberg, wo er in Gerhart Hauptmanns Michael Kramer seinen Einstand gab, und Halle an der Saale. Seit dem 1. Oktober 1903 wieder in München engagiert, blieb Otto Kustermann zunächst der bayerischen Landeshauptstadt (Münchner Volkstheater) verbunden. Zu Kustermanns bedeutendsten frühen Rollen zählen der Don Karlos im gleichnamigen Schiller-Stück, der Ferdinand in Kabale und Liebe, der Romeo in Romeo und Julia, der Melchthal in Schillers Wilhelm Tell, der Hans in Max Halbes Jugend, der Glockengießer Heinrich in Hauptmanns Die versunkene Glocke, der Rohrland in Ibsens Stützen der Gesellschaft, der Martin in Anzengrubers Das vierte Gebot, der Max in Wallensteins Tod, der Ruprecht in Kleists Der zerbrochne Krug und der Franz in Goethes Götz von Berlichingen. Nebenbei betätigte sich der Bayer auch als Landschaftsmaler.
1910 verließ Kustermann München und wirkte an anderen Bühnen sowohl als Schauspieler, Regisseur oder Theaterleiter. In Berlin sah man ihn am Kleinen Theater (1912/13) unter der Leitung von Victor Barnowsky, anschließend (1913/14) ging Kustermann für eine Spielzeit ans Lobe-Theater in Breslau. Im ersten Kriegsjahr 1914 folgte Kustermann einem Ruf an das Bremer Schauspielhaus, wo er als Oberregisseur und Schauspieler wirkte. Zwischendurch inszenierte und spielte er am Rostocker Stadttheater Henrik Ibsens Peer Gynt und gab ein Gastspiel an Louise Dumonts Düsseldorfer Schauspielhaus. 1917 schließlich verließ Kustermann Bremen vorzeitig und ging an das Dresdner Albert-Theater, wo er ebenfalls Stücke inszenierte. In dieser Dresdner Zeit unternahm Kustermann auch seinen ersten Gehversuch vor der Kamera beim Stummfilm, doch erst 1936/37 wirkte er in mehreren Leinwandproduktionen mit. Kustermanns Wirken beim Film besaß stets nur Gastspielcharakter, denn „der Film war nie Hauptziel meiner künstlerischen Wünsche“.
1921 kehrte Otto Kustermann nach München zurück und übernahm, nachdem er sich gegen 64 Mitbewerber um diesen Posten durchgesetzt hatte, die Leitung der Bayerischen Landesbühne. In dieser Funktion wurde Kustermann ein Förderer des noch sehr jungen Heinz Rühmann. Mit der Übernahme der Festspiele auf der Luisenburg bei Wunsiedel, der Spiele im Waldtheater von Weissenburg und im Römischen Theater in der Eremitage von Bayreuth sowie durch zahlreiche Gastspielreisen mit der Bayerischen Landesbühne erwuchsen Kustermann weitere Aufgaben.
Seine Karriere wurde mit der Machtergreifung 1933 durch die Nazis jäh unterbrochen. Zunächst entzog man Kustermann die Intendanz der Landesbühne, die er durch sein großes Engagement zu überregionaler Bedeutung geführt hatte. Auch als Schauspieler erhielt der Münchner keine Festengagements mehr, und er musste sich vorübergehend auf Gastspiele beschränken und mit der Lehrtätigkeit für den schauspielerischen Nachwuchs begnügen. Neben kleinen Filmrollen Mitte der 1930er Jahre erhielt er auch noch das eine oder andere Angebot vom Rundfunk. 1940 wurde der Bann gegen Kustermann weitgehend aufgehoben, und er ging als Intendant und Oberspielleiter an das Ingolstädter Stadttheater. Dort blieb er bis zu seiner endgültigen Pensionierung 1943. Kustermanns letzter Versuch, mit der wieder aufgenommenen Intendanz einer bayerischen Landesbühne 1959 bis 1961 zur aktiven Theaterarbeit zurückzukehren, scheiterte.

## Filmografie
- 1921: Die Nacht der Toten
- 1936: Der müde Theodor
- 1936: Standschütze Bruggler
- 1937: Gordian, der Tyrann
- 1937: Wenn zwei auf Reisen geh’n
- 1937: Alkohol und Steuerrad
- 1943/47: Jugendliebe